# Abația Pontigny
Abația Pontigny este o veche mănăstire a ordinului cistercian. Fondată în 1114, în nordul Burgundiei, astăzi în comuna Pontigny, în departamentul Yonne (Franța), a fost a doua din cele patru filii ale Abației Cîteaux.
În catalogul Janauschek are numărul de ordine 3.
Închisă la Revoluția Franceză, a fost parțial distrusă. În anul 2020 consiliul regional al regiunii Burgundia-Franche-Comté a vândut întregul areal, cu excepția bisericii, unei societăți hoteliere, care va transforma imobilele în restaurant de lux, hotel și muzeu.

## Fondarea
În 30 sau 31 mai 1114, sub conducerea lui Hugues de Mâcon, un grup de călugări, trimis de Étienne Harding la cererea unui preot din Auxerre, s-a instalat la Pontigny. Grupul de călugări a creat cea de-a doua din „cele patru prime filii” ale Abației Cîteaux care au avut un rol deosebit în organizarea Ordinului. Prima abație cisterciană care s-a îndepărtat notabil de „abația-mamă”, Pontigny, în valea Serein, se afla în dieceza Auxerre, la limita celor de la Sens și Langres, și nu departe de cea de la Troyes;  din punct de vedere politic, locul era al comitatului de Tonnerre, la marginea celui de Auxerre (amândouă deținute în epocă de către contele de Nevers), și foarte aproape de posesiunile contelui de Champagne: această poziție în zonă de frontieră este la originea legendei care spunea că, pe podul din Pontigny, trei episcopi, trei conți și un abate pot să se întâlnească fără să-și părăsească teritoriile.  Mai degrabă decât un pod, care nu este atestat în texte de dinaintea secolului al XIII-lea, numele de Pontigny, de origine galo-romană (Pontiniacum), provine, fără îndoială, de la numele unui oarecare Pontinius căruia i s-a adăugat sufixul locativ (-iacum).

## Protectori
Dezvoltarea rapidă și considerabilă a abației Pontigny, mai ales în primele sale două secole de existență, a fost ușurată de susținerea unor personaje importante, atât laice cât și din rândul clerului.

### Regi ai Franței

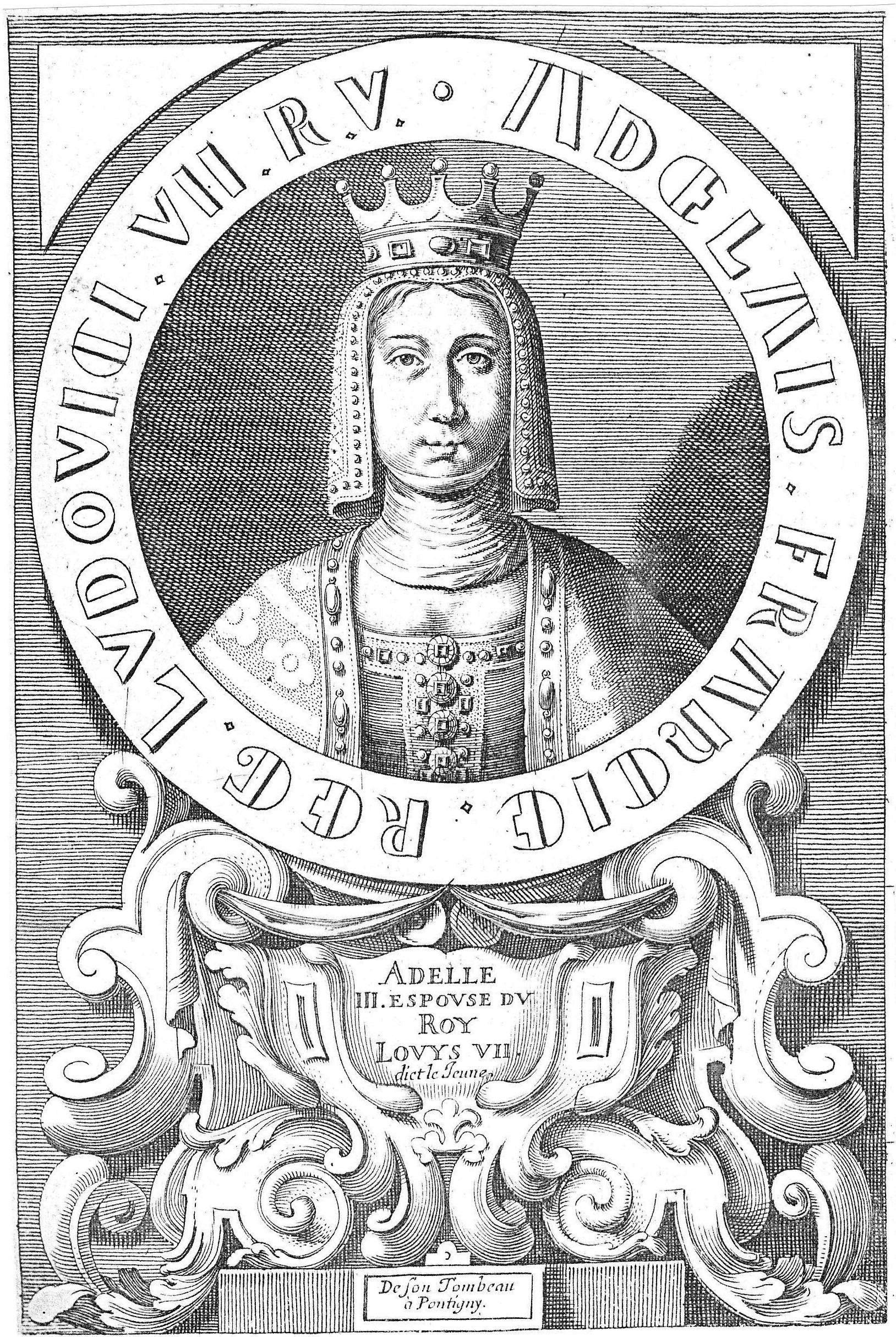
Portret al reginei Adèle de Champagne « extras de pe mormântul său la Pontigny ».

Astfel, încă din 1131, regele Ludovic al VI-lea, pentru iertarea păcatelor sale, le acordă călugărilor de la Pontigny scutirea de orice taxă pentru mărfurile care vor trece prin pământurile sale. Acest dar va fi confirmat de Ludovic al VII-lea care va acorda, și el, în 1139, un drept de pășunat în crângurile pădurii d’Othe, și va confirma toate bunurile abației în 1177.
În 1181, regele Philippe Auguste a luat Pontigny și toate bunurile acestei abații sub protecția sa, a confirmat un dar al contesei Mathilde de Nevers și, treizeci de ani mai târziu, a încheiat un acord cu Blanche, contesă de Champagne; a luat sub protecția sa și mulțimea filiațiilor abației Pontigny cu aceea a Abației de Clairvaux în 1221. Nu se știe dacă a fost prezent la Pontigny la înhumarea mamei sale, Adèle de Champagne, în 1206.
Regele Ludovic al IX-lea a acordat, în 1242, un vidimus al actului de asociere dintre Pontigny și Erard de Brienne și, în 1248 a reînnoit privilegiile date de bunicul său. Venise la Pontigny în cursul anului precedent, cu ocazia canonizării sfântului Edmund de Abingdon. Filip al III-lea a diminuat renta lui Malay-le-Vicomte în 1278.
Filip al VI-lea a facilitat plata unei rente printr-un act datat din 1349, la Pontigny, regele și prinții părăsind Parisul din cauza ciumei celei mari, care va fi confirmat de Ioan al II-lea în 1351.  În 1380, Carol al V-lea a acordat amortizarea gratuită a unei rente  de 60 de livre oferită de Amédée de Joinville. Carol al VI-lea, în 1405, a acordat o altă amortizare gratuită, confirmată în 1447 de catre fiul său Carol al VII-lea.
Între 1477 și 1482, Ludovic al XI-lea, venit în mai multe rânduri în pelerinaj în abație, a dăruit o rentă de 1.200 de livre,  stabilită la Troyes, Chablis, Château-Thierry, Provins și Châtillon-sur-Marne.
Francisc al II-lea, Henric al III-lea și Henric al IV-lea se vor implica în numirea abaților care beneficiau de uzufructul abației din a doua jumătate a secolului al XV-lea.

### Regi ai Angliei
În trecere la Rouen, în mai 1131, Henric I l-a imitat pe Ludovic al VI-lea al Franței scutind de taxe mărfurile călugărilor care treceau pe pământurile sale. Între 1154 și 1157, Henric al II-lea a reînnoit dispoziția administrativă a tatălui său, în prezența cancelarului său, Thomas Becket. În 1251, Henric al III-lea a acordat o rentă viageră în valoare de douăzeci de mărci sterline pentru a pune să ardă, în permanență, patru lumânări în jurul mormântului sfântului Edmund de Abingdon, recent canonizat. și, venit la Pontigny în 1254, el a oferit daruri importante. Cu ocazia încheierii păcii dintre Anglia și Franța, Eduard al III-lea, în 1361, a ridicat sechestrul asupra rentei predecesorului său. În 1395 încă, Richard al II-lea reamintea că renta trebuie vărsată în pofida războiului.